# 干拓の里駅
干拓の里駅（かんたくのさとえき）は、長崎県諫早市小野町にある島原鉄道島原鉄道線の駅である。

## 歴史
- 1995年（平成7年）4月20日：開設。

## 駅構造

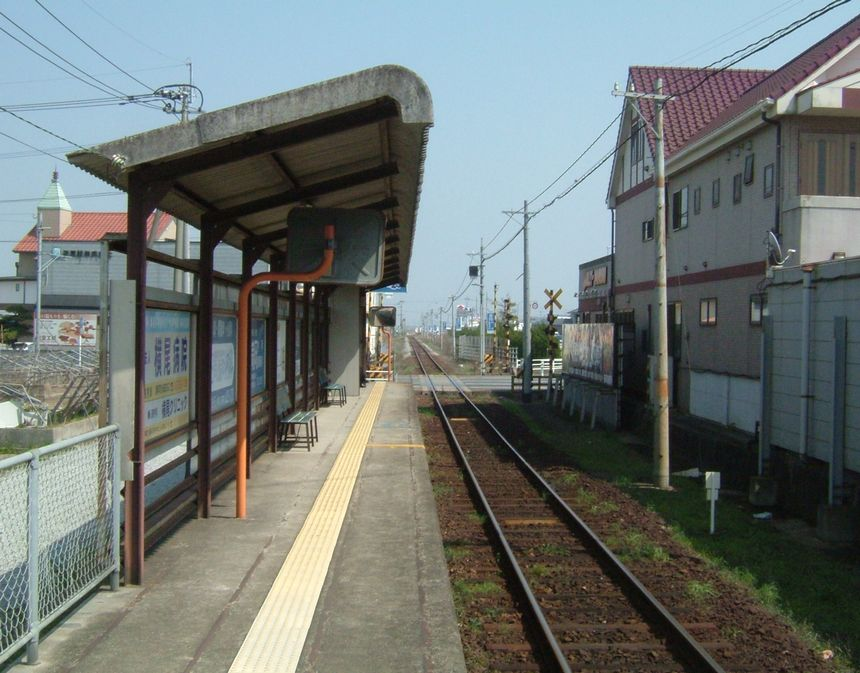
構内 森山方面を望む（2008年3月）

線路北側に単式ホーム1面1線を有する地上駅。ホーム森山方が緩い坂になっており、駅へはこれを使って出入りする。駅舎は無いが、ホーム森山方に上屋が設置されている。なお、当駅は無人駅である。

## 利用状況
2018年度の年間乗車人員は16,983人、降車人員は20,849人であった。
近年の年間乗車人員、降車人員の推移は以下の通り。
| 年度               | 年間 乗車人員 | 年間 降車人員 |
| ------------------ | ------------- | ------------- |
| 2000年（平成12年） | 27,019        | 33,465        |
| 2001年（平成13年） | 28,082        | 35,744        |
| 2002年（平成14年） | 29,532        | 36,163        |
| 2003年（平成15年） | 27,793        | 35,846        |
| 2004年（平成16年） | 26,334        | 32,536        |
| 2005年（平成17年） | 28,522        | 35,519        |
| 2006年（平成18年） | 30,418        | 37,695        |
| 2007年（平成19年） | 28,877        | 36,530        |
| 2008年（平成20年） | 23,287        | 31,170        |
| 2009年（平成21年） | 18,503        | 25,684        |
| 2010年（平成22年） | 16,708        | 22,674        |
| 2011年（平成23年） | 20,391        | 26,639        |
| 2012年（平成24年） | 20,222        | 27,909        |
| 2013年（平成25年） | 19,566        | 25,559        |
| 2014年（平成26年） | 20,950        | 25,785        |
| 2015年（平成27年） | 20,154        | 26,283        |
| 2016年（平成28年） | 17,126        | 22,447        |
| 2017年（平成29年） | 16,828        | 20,385        |
| 2018年（平成30年） | 16,983        | 20,849        |

## 駅周辺
駅の南側を国道57号が東西に走る。駅の南東にある尾崎交差点で、国道から県道124号が北側に分かれている。
- 諫早市立小野中学校
- 諫早市役所 小野出張所
- 諫早ゆうゆうランド 干拓の里

## 隣の駅
島原鉄道
■島原鉄道線
小野駅 - 干拓の里駅 - 森山駅